# ポリエステル (映画)
『ポリエステル』（英: Polyester）は、1981年公開のアメリカ映画。

## 概要
映画監督ジョン・ウォーターズが、退廃した毒々しさを全面に押し出した作品。ジョンの故郷メリーランド州ボルチモアの存在感を認めながら破壊する手法は、映画史上初のオドラマ・システムで匂いの出るカードをこすりながら鑑賞する。実際に映画館では観客に匂いカードが配られた。スクリーン上に表示されたカード番号の箇所をこするとそのシーンの匂いが体感できるというものであった。(アップル・パイの匂い・屁・ガス・ガソリン・履いている靴・スカンク・薔薇の匂い・脱ぎ捨てた靴下の匂いなどのありとあらゆる良い匂い・悪臭が取り混ぜられていた。)

## あらすじ
超肥満体の主婦であるフランシーヌの息子デイスターはシンナー中毒で、町中が警戒する足先踏み魔である。デイスターはルルとほうきを使い街行く通行人の尻突き悪戯をする。ポルノ映画館経営の夫エルマーは秘書と浮気して駆け落ちし、色々な嫌がらせをフランシーヌに仕掛けて彼女を慢性のアルコール中毒にしてしまう。唯一の相談相手で祖父の遺産で大金持ちになった元女中カドルスも自分の社交界お披露目に夢中になっていてフランシーヌの悩みすら聞く耳を持たなかった。幼少のころより自分を虐待し続けた実母の訪問はフランシーヌを更に神経質にさせるような話題ばかり。そして娘ルルの妊娠発覚。息子デイスターの逮捕。フランシーヌは悲観し自殺をしようとするが、失敗。結局は三面記事のネタになってしまう。しかし、フランシーヌに救世主が現われた。出会ったトッドはハンサムなドライブ・イン・シアターのオーナーでコルヴェットに乗ってのデートがフランシーヌを夢うつつにして、トッドとの愛を誓う。

## キャスト
- フランシーヌ（主人公） - ディヴァイン
- エルマー（夫） - デイヴィッド・サムソン
- ラルー（義母） - ジョニー・ルース・ホワイト
- デイスター（息子） - ケン・キング
- ルル（娘） - メリー・ガーリントン
- カドルス（友人） - エディス・マッセイ

## その他
ビデオ版にも付録として匂いカードが添付されていた。